# جائزة فرنسا الكبرى 1931
جائزة فرنسا الكبرى 1931 هو سباق فورمولا 1 أقيم بتاريخ 21 يونيو 1931 في فرنسا. كان الثاني من أصل 3 في بطولة العالم لسباقات الفورمولا واحد موسم 1931. حلّ الموناكي لويس تشيرون أولا.